# Maxwell Caulfield
Maxwell Caulfield (nacido Newby; 23 de noviembre de 1959) es un actor de cine, teatro y televisión, y cantante británico-estadounidense. Ha aparecido en películas como Grease 2 (1982), Electric Dreams (1984), The Boys Next Door (1985), The Supernaturals (1986), Sundown: The Vampire in Retreat (1989), Waxwork 2 (1992), Gettysburg (1993), Empire Records (1995), The Real Blonde (1997), y The Man Who Knew Too Little (1997). Una aparición reciente fue como el rey en A Prince for Christmas  (2015).
Comenzando el 28 de mayo de 2015, realizó una gira por Australia con su esposa, Juliet Mills, y su cuñada, Hayley Mills, con la comedia Legendsǃ  del ganador del premio Pulitzer James Kirkwood. Dio voz a James Bond en el videojuego James Bond 007: Nightfire (2002).

## Primeros años
Maxwell Newby nació en Peter Newby el 23 de noviembre de 1959 en Belper, Derbyshire y Oriole Rosalind (apellido de soltera Findlater), aunque más tarde afirmó que era nativo de Glasgow, por ser "más interesante".  En 1965, sus padres se habían divorciado. Aunque no era un actor infantil per se, con 7 años aproximidamente, interpretó a "Ted" (bajo el nombre de Maxwell Findlater, usando el apellido de soltera de su madre) en la película de 1967, Accident. El guion de la película fue escrito por Harold Pinter, y la película fue protagonizada por Stanley Baker, Dirk Bogarde y Michael York .
El padrastro estadounidense del actor, Peter Maclaine, ex-marine , al parecer expulsó a Caulfield de casa a la edad de 15 años. Caulfield se convirtió en un bailarín exótico en el Windmill Theatre de Londres para obtener una tarjeta Equity que le permitiría trabajar como actor. Más tarde, consiguió su tarjeta verde a través de su padrastro.  Según los informes, tomó su apellido de escenario, Caulfield, del personaje de la novela El guardián entre el centeno de J. D. Salinger.

## Teatro
Caulfield hizo su debut en la Nueva York en Hot Rock Hotel (1978) después de mudarse del Reino Unido a los Estados Unidos, y al año siguiente hizo su debut en el teatro en Class Enemy (1979), en la que obtuvo el papel principal (Players Theatre, West Village); ganó un Premio Mundial de Teatro por su actuación.  Hizo su debut en Los Ángeles en Hitting Town (1980); y tomó un papel en The Elephant Man (1980) el mismo año, que fue cuando conoció a su futura esposa Juliet Mills.
 

A principios de la década de 1980, Caulfield era un miembro activo de Mirror Repertory Company, parte de The Mirror Theatre Ltd, actuando en numerosas producciones como Paradise Lost, Rain, Inheritors y The Hasty Heart.  Hizo su debut en Off-Broadway como el vagabundo sexy homicida de la obra de Joe Orton, El realquilado en 1981, junto a Joseph Maher y Barbara Bryne. Su actuación fue ampliamente elogiada: 
 "Maxwell Caulfield es la araña ideal en la red", escribió un crítico, diciendo que [Caulfield] era "tan desarmado de sí mismo como de otros, lo que le da a este resurgimiento ese toque trágico de gran comedia". 
 Hizo su debut en Broadway en Ha llegado un inspector de J. B. Priestley junto a Siân Phillips.  Jugó junto a Jessica Tandy y Elizabeth Wilson en Salonika en el Teatro Público de Nueva York (apareciendo completamente desnudo durante gran parte de la obra).  Apareció en la comedia negra Loot de Joe Orton en el Mark Taper Forum en Los Ángeles.  En 2006, llamó la atención por su escena de torso desnudo en la obra de Off-Broadway Tryst, frente a Amelia Campbell. En 2007, actuó en la obra de Charles Busch, Our Leading Lady, junto a Kate Mulgrew.
En 2007, hizo su debut en el West End como Billy Flynn en la larga producción londinense de Chicago; luego retomó el papel de Flynn para la producción de Broadway de Chicago en noviembre de 2007.  Junto a Lois Robbins, Caulfield, que interpreta al personaje de Julian Winston, terminó una producción Off-Broadway de la comedia Cactus Flower (2011).

## Televisión
Caulfield ha aparecido en Dynasty (1985–86), The Colbys (1985–87), Murder, She Wrote (1988–91), Beverly Hills, 90210 (1990), The Rockford Files (1996), Spider-Man (1995– 98), Casualty (2003–04), Emmerdale (2009-10) y NCIS (2013).  Fue invitado a Modern Family (Temporada 4, Episodio 16, "Bad Hair Day") interpretando al exnovio de Claire y profesor universitario, entre otros programas de televisión.

## Vida personal
Caulfield ha estado casado desde 1980 con la actriz Juliet Mills, hija del actor John Mills y la escritora Lady Mills (nacida Mary Hayley Bell), y cuñado de Jonathan Mills y la actriz Hayley Mills. Caulfield es el padrastro de Melissa (apellido de nacimiento Miklenda; hija de Mills de su segundo matrimonio) y Sean Caulfield (nacido como Sean Alquist; hijo de Mills de su primer matrimonio).
Se convirtió en ciudadano de los Estados Unidos el 5 de septiembre de 1991.

## Filmografía seleccionada

### Película
| Año  | Título                          | Papel                   | Notas                             |
| ---- | ------------------------------- | ----------------------- | --------------------------------- |
| TBA  | Those Who Wander                | Rex                     |                                   |
| 2017 | Axcellerator                    | Ray Moritz              |                                   |
| 2016 | The Tormentors                  | Rob Turner              | Cortometraje                      |
| 2013 | The Right Regrets               | Chris Wickham           | Cortometraje                      |
| 2009 | Dire Wolf                       | Sheriff Parker          |                                   |
| 2007 | Nightmare City 2035             | Alex McDowell           |                                   |
| 2006 | Dog Lover's Symphony            | Tom                     |                                   |
| 2005 | Cry of the Winged Serpent       | Griffin                 |                                   |
| 2004 | Dragon Storm                    | Silas                   |                                   |
| 2001 | The Hit                         | Keith                   |                                   |
| 2001 | Facing the Enemy                | Harlan Moss             |                                   |
| 2000 | Submerged                       | Agente Jim Carpenter    |                                   |
| 2000 | The Perfect Tenant              | Daniel Summer           |                                   |
| 2000 | Overnight Sensation             | Mark Connor             |                                   |
| 1999 | More to Love                    | Barry Gordon            |                                   |
| 1999 | Smut                            |                         |                                   |
| 1999 | Dazzle                          | Tom                     |                                   |
| 1997 | Divine Lovers                   | Jeff Thompson           |                                   |
| 1997 | The Man Who Knew Too Little     | Agente británico        |                                   |
| 1997 | The Real Blonde                 | Bob                     |                                   |
| 1996 | Prey of the Jaguar              | Derek Leigh / El Jaguar |                                   |
| 1996 | Oblivion 2: Backlash            | Sweeney                 |                                   |
| 1995 | Empire Records                  | Rex Manning             |                                   |
| 1993 | No Escape No Return             | William Robert Sloan    |                                   |
| 1993 | Gettysburg                      | Col. Strong Vincent     |                                   |
| 1993 | Calendar Girl                   | Hombre en albornoz      |                                   |
| 1993 | Midnight Witness                | Garland                 |                                   |
| 1993 | Alien Intruder                  | Nick Mancuzo            |                                   |
| 1992 | Exiled in America               | Joe Moore               |                                   |
| 1992 | Animal Instincts                | David Cole              |                                   |
| 1992 | Dance with Death                | Shaughnessy             |                                   |
| 1992 | Waxwork 2                       | Mickey                  |                                   |
| 1990 | Fatal Sky                       | George Abbott           |                                   |
| 1989 | Sundown: The Vampire in Retreat | Shane                   |                                   |
| 1989 | Mind Games                      | Eric Garrison           |                                   |
| 1986 | The Supernaturals               | Pvt. Ray Ellis          |                                   |
| 1985 | The Boys Next Door              | Roy Alston              |                                   |
| 1984 | Electric Dreams                 | Bill                    |                                   |
| 1982 | Grease 2                        | Michael Carrington      |                                   |
| 1967 | Accident                        | Ted                     | Acreditado como Maxwell Findlater |

### Televisión
| Año     | Título                                   | Role                         | Notes                                               |
| ------- | ---------------------------------------- | ---------------------------- | --------------------------------------------------- |
| 2015    | A Prince for Christmas                   | Rey de Balemont              | Película para TV                                    |
| 2015    | I'm Not Ready for Christmas              | Greydon DuPois               | Película para TV                                    |
| 2015    | Castle                                   | Sir Ian Rasher               | Episodio: "The Wrong Stuff"                         |
| 2013    | NCIS                                     | Dr. Madison Fielding         | Episodio: "Revenge"                                 |
| 2013    | Modern Family                            | Profesor Cooke               | Episodio: "Bad Hair Day"                            |
| 2013    | DeVanity                                 | Richard DeVanity             | 2 episodes                                          |
| 2009-10 | Emmerdale                                | Mark Wylde                   | 158 episodios                                       |
| 2006    | The Great San Francisco Earthquake       | Mayor Schmitz                | Película para TV                                    |
| 2004    | Holby City                               | Jim Brodie                   | Episodio: "Casualty @ Holby City: Part 2"           |
| 2003-04 | Casualty                                 | Jim Brodie                   | 58 episodios                                        |
| 2000-01 | Strip Mall                               | Rafe Barrett                 | 22 episodios                                        |
| 2000    | Son of the Beach                         | Stevens                      | Episodio: "A Star is Boned"                         |
| 2000    | La Femme Nikita                          | Helmut Volker                | 2 episodios                                         |
| 2000    | Missing Pieces                           | Stuart                       | Película para TV                                    |
| 1999    | The Nanny                                | Rodney Pembroke              | Episodio: "The Fran in the Mirror"                  |
| 1998    | Love Boat: The Next Wave                 | Armand                       | Episodio: "True Course"                             |
| 1998    | Mike Hammer, Private Eye                 | Tony Berelli                 | Episodio: "The Maya Connection"                     |
| 1998    | Veronica's Closet                        | Brian                        | Episodio: "Veronica's Bridal Shower"                |
| 1995-98 | Spider-Man                               | Alistair Smythe              | 19 episodios                                        |
| 1997    | All My Children                          | Pierce Riley                 | 2 episodios                                         |
| 1996    | Spider-Man                               | Alistair Smythe              | Película animada: "Spider-Man: Sins of the Fathers" |
| 1996    | The Rockford Files: Godfather Knows Best | Ian Levin                    | Película para TV                                    |
| 1996    | The Lazarus Man                          |                              | Episodio: "The Boy General"                         |
| 1994    | Sirens                                   | Maxwell Caulfield            | Episodio: "Crossing the Line"                       |
| 1994    | Dr. Quinn, Medicine Woman                | Andrew Strauss / David Lewis | 2 episodios                                         |
| 1991    | Dynasty: The Reunion                     | Miles Colby                  | Miniserie de televisión                             |
| 1988-91 | Murder, She Wrote                        | Derek Padley/Roger Travis    | 2 episodios                                         |
| 1990    | Counterstrike                            | Van Gelder                   | Episodio: "Regal Connection"                        |
| 1990    | Monsters                                 |                              | Episodio: "Cellmates"                               |
| 1990    | Beverly Hills, 90210                     | Jason Croft                  | Piloto: "Class of Beverly Hills"                    |
| 1990    | Blue Bayou                               | Phil Serulla                 | Película para TV                                    |
| 1989    | Judith Krantz's Till We Meet Again       | Alain Marais                 | Miniserie de TV                                     |
| 1985-87 | The Colbys                               | Miles Colby                  | 49 episodios                                        |
| 1987    | Hotel                                    | Alex Morrison                | Episodio: "Pitfalls"                                |
| 1985–86 | Dynasty                                  | Miles Colby                  | 8 episodios                                         |
| 1984    | The Parade                               | Jeff                         | Película para TV                                    |
| 1983    | Journey's End                            | Capitán Stanhope             | Película para TV                                    |
| 1983    | The Powers of Matthew Star               | Scotty Ferguson              | Episodio: "Starr Knight"                            |
| 1980    | Ryan's Hope                              | Punk                         | 4 episodios                                         |

## Audiolibros (narrador)
- Anonymous Rex de Eric Garcia (2000).
- The Lion of Cormarre and Other Stories: The Collected Stories deArthur C. Clarke (1937-1049) (2001).
- Mimus de Lilli Thal (2007).
- Spud de John van de Ruit (2008).
- Sebastian Darke: Prince of Fools de Philip Caveney (2008).
- Spud: The Madness Continues de John van de Ruit (2009).
- La guerra de los mundos de H. G. Wells (2012).

## Música (como vocalista)
- 1995: "Say No More (Mon Amore)" en Empire Records (como Rex Manning)
- 1982: "Charades" en la banda sonora de Grease 2 (como Michael Carrington)
- 1982: "(Love Will) Turn Back the Hands of Time" con Michelle Pfeiffer en la banda sonora de Grease 2
- 1982: "Who's That Guy?" con el elenco en la banda sonora de Grease 2
- 1982: "Reproduction" con el elenco en la banda sonora de Grease 2
- 1982: "Rock-A-Hula-Luau (Summer is Coming)" con el elenco en la banda sonora de Grease 2
- 1982: "We'll Be Together" con el elenco en la banda sonora de Grease 2

## Teatro
- Class Enemy (1978) en el Player's Theater, West Village, Nueva York
- The Elephant Man (1981), Florida
- El realquiladot (1981), Cherry Lane Theatre, Nueva York
- Hitting Town (1982), Los Ángeles
- Journey's End (1982), Los Ángeles
- 1984 (1983), Los Ángeles
- Paradise Lost (1983), Compañía Mirror Repertory
- Inheritors (1983), Compañía Mirror Repertory
- Salonika (1984) en el Teatro Público, Nueva York
- Sleuth (1988), Teatro Curran, California
- Ha llegado un inspector (1992), Broadway (Nueva York) & Royal National Theatre (Reino Unido)
- Tryst, Teatro Promenade
- Our Leading Lady en el city centre, Nueva York (Manhattan Theatre Club)
- A Little Night Music (2008) interpretó al Conde Carl-Magnus Malcolm en el Centerstage, Baltimore
- Chicago interpretó a Billy Flynn en el TeatroCambridge, Londres
- Bedroom Farce (2010) interpretó a Nick en una producción de giras por el Reino Unido.
- The Rocky Horror Show, interpretó al Narrador en el Royal Centre Nottingham, el Darlington Civic Theatre y el Southsea Kings Theatre
- Cactus Flower (2011), interpretó al Dr. Julian Winston en el Westside Theater Upstairs, Nueva York

## Premios
- Theatre World Award (1979) por su actuación en Class Enemy (Players Theatre, West Village, Nueva York).